# Adonis
Pentru alte utilizări ale numelui Adonis, vezi Adonis (dezambiguizare)
Adonis este iubitul muritor al Afroditei, reprezentând o figură complexă a mitologiei grecești. 

## Mitologie
Adonis s-a născut din dragostea incestuoasă a Mirrhei pentru tatăl ei, Cyniras. Legenda lui Adonis simbolizează cel mai bine trecerea la alt anotimp. S-a născut în împrejurări dramatice, mama sa fugind până în Arabia de blestemul tatălui ei. Acolo, zeii, înduioșați de situația ei, au metamorfozat-o în arbustul numit mirt. Ori, la capătul gestației, arborele s-a întredeschis și nimfele pădurii au adoptat copilul și l-au ascuns în peșterile din vecinătate. Acesta și-a petrecut deci toată tinerețea vânând prin păduri și a ajuns astfel la Fenicia unde l-a întâlnit Afrodita, care s-a îndrăgostit imediat de el; spre disprețul celorlalți zei, ea a părăsit Citera ca să-l urmeze în pădurile de pe munții Liban. Apollo i-a văzut și l-a informat pe Ares. 
Acesta, gelos, a pornit în urmărirea lor. Artemis, veghind asupra îndrăgostiților, a prevenit-o pe Afrodita care, îngrijorată, a vrut să-l împiedice pe Adonis s-o părăsească pentru a se duce la vînătoare. Dar, pe cînd aceasta dormea, Adonis a plecat și l-a întâlnit în drumul său pe Ares, care, metamorfozat în mistreț, l-a rănit la coapsă. Trezindu-se, Afrodita constată dispariția lui Adonis, pornește în căutarea lui și îl găsește orientându-se după urmele de sânge. Nu îl poate readuce la viață, dar transpune, cel puțin, culorile lui Adonis în dediței, flori proaspete de pădure.
Adonis era însă atât de seducător încât, ajungând în Infern, a fost îndrăgit de Persefona. Afrodita i s-a plâns lui Zeus, Adonis ezită în alegerea uneia dintre ele (indecizia Balanței), iar Zeus, foarte plictisit, a pronunțat o sentință de echilibru și conciliere: Adonis urma să petreacă șase luni în Infern și șase luni cu Afrodita pe pământ, în păduri. Astfel, în Antichitatea greacă toamna se deplângea dispariția lui Adonis și declinul vegetației, apoi se celebra, primăvara, reînvierea lui în momentul trecerii Soarelui în zodia Taurului. Acest cult special reunindu-i pe Afrodita și Adonis s-a celebrat mai întâi la Atena și Amatunta; mai târziu a trecut și în Alexandria.